# Saint-Florent-des-Bois
Saint-Florent-des-Bois là một xã ở tỉnh Vendée trong vùng des Pays de la Loire, Pháp. Xã này có diện tích 36,76 kilômét vuông, dân số năm 2006 là 2550 người. Xã này nằm ở khu vực có độ cao trung bình 42 mét trên mực nước biển.

## Các đơn vị giáp ranh
| la Roche-sur-Yon         | La Chaize-le-Vicomte   | Thorigny        |
| Nesmy                    | Saint-Florent-des-Bois |                 |
| Chaillé-sous-les-Ormeaux | le Tablier             | Château-Guibert |

## Biến động dân số
| Năm | 1962  | 1968  | 1975  | 1982  | 1990  | 1999  | 2006  |
| --- | ----- | ----- | ----- | ----- | ----- | ----- | ----- |
| Dân số | 1 533 | 1 536 | 1 618 | 1 902 | 2 230 | 2 364 | 2 550 |
| From the year 1962 on: No double counting—residents of multiple communes (e.g. students and military personnel) are counted only once. |       |       |       |       |       |       |       |